# Cerro Gordo County
Cerro Gordo County är ett administrativt område i delstaten Iowa, USA, med 44 151 invånare. Den administrativa huvudorten (county seat) är Mason City.

## Geografi
Enligt United States Census Bureau har countyt en total area på 1 490 km². 1 472 km² av den arean är land och 18 km² är vatten.

### Angränsande countyn
- Worth County - nord
- Mitchell County - nordost
- Floyd County - öst
- Franklin County - syd
- Hancock County - väst